# Klaus-Jürgen Wrede
Klaus-Jürgen Wrede (1963 Meschede, Německo) je autorem stolních her.
Narodil se v německém městě Meschede, spolková země Severní Porýní-Vestfálsko. Jako dítě hrál hry jako Monopoly a šachy. Vyrostl v německém městě Arnsberg. Studoval vysokou školu v Kolíně nad Rýnem, teologii a hudbu.
Vytvořil hry Carcassonne a Pád Pompejí. Žije nedaleko Kolína nad Rýnem a vyučuje hudbu a náboženskou výchovu.